# Sociologisk Forskning
Sociologisk Forskning är en facktidskrift som publicerar vetenskapliga verk inom sociologin. Tidskriften, som har givits ut sedan 1964, riktar sig mot sociologer och andra grupper inom och utom akademin som intresserar sig för den empiriska, teoretiska och metodologiska utvecklingen inom sociologin och samhällsvetenskaperna. I Sociologisk Forskning presenteras kontinuerligt resultat från pågående forskningsprojekt och analyser av sociologins teoretiska och metodologiska utveckling. Tidskriften har ett särskilt fokus på svenska och nordiska samhällsförhållanden och publicerar regelbundet temanummer utifrån aktuella sociologiska forskningsfrågor. Artiklar accepteras på svenska, engelska, danska och norska.
Utöver vetenskapliga originalartiklar recenserar tidskriften svensk och internationell sociologisk och samhällsvetenskaplig litteratur. Kortare debattinlägg och intervjuer välkomnas också. För vetenskapliga artiklar tillämpar Sociologisk Forskning anonymiserad kollegial granskning (double blind peer review). Tidskriften publiceras med omedelbar öppen tillgång (open access) under Creative Commons-licensen CC BY-NC-ND 4.0. Sociologisk Forskning ges ut av Sveriges Sociologförbund och utkommer kvartalsvis.

## Segerstedtpriset
Vid sociologidagarna som hålls vartannat år delar Sveriges Sociologförbund ut Segerstedtpriset för bästa artikel i Sociologisk Forskning. Ett pris delas ut för varje årgång av tidskriften. Segerstedtpriset instiftades 1994.

## Tidskriftens redaktion
Ansvaret för att ge ut Sociologisk Forskning flyttas av tradition mellan olika lärosäten i Sverige. Placeringen av tidskriftens redaktion beslutas av tidskriftens ägare, Sveriges Sociologförbund. Vid de sociologiinstitutioner eller sociologiämnen som för tillfället ansvarar för tidskriftens utgivning utses redaktörer och en redaktion. Från och med 2023 ligger ansvaret för tidskriften hos sociologer vid Linköpings universitet. Tidigare har redaktionen varit förlagd till följande lärosäten under följande år:
- Uppsala universitet (1964–1966, 1973–1974, 1983–1985, 1993–1995 och 2009–2012)
- Lunds universitet (1967–1969, 1976–1977, 1987–1989, 2006–2008 och 2017–2020)
- Göteborgs universitet (1970–1972, 1985–1987 och 1995–1997)
- Stockholms universitet (1975, 1980–1983, 1991–1993 och 1999–2001)
- Umeå universitet (1978–1980, 1989–1991 och 2003–2005)
- Örebro universitet (1997–1999)
- Linnéuniversitetet (Växjö) (2001–2003)
- Mittuniversitetet (Östersund) (2012–2014)
- Högskolan i Dalarna (Falun) (2014–2017)
- Södertörns högskola (2020–2022)
- Linköpings universitet (2023–)

### ISSN och indexering
Sociologisk Forskning indexeras i Web of Science, Scopus, DOAJ, Artikelsök, Social Science Premium Collection (inklusive Sociological Abstracts) och SocINDEX. Tidskriften finns också tillgänglig via textdatabasen JSTOR. Sociologisk forskning har följande ISSN för den elektroniska versionen 2002-066X och 0038-0342 för den tryckta versionen.